# Porotrichum stipitatum
Porotrichum stipitatum är en bladmossart som beskrevs av William Russell Buck 2003. Porotrichum stipitatum ingår i släktet Porotrichum och familjen Neckeraceae. Inga underarter finns listade i Catalogue of Life.